# Giulio Einaudi
Ne doit pas être confondu avec Giulio Einaudi (archevêque).
Pour les articles homonymes, voir Einaudi.
Giulio Einaudi, né le 2 janvier 1912 à Dogliani en Italie et mort le 5 avril 1999 à Magliano Sabina en Italie, est un éditeur et un patron d'entreprise italienne, fondateur de la maison d'éditions Einaudi.

## Biographie
Giulio Einaudi est le fils de l'homme politique Luigi Einaudi (futur président de la République italienne de 1948 à 1955) et d'Ida Pellegrini. Il fait ses études secondaires au lycée classique Massimo d'Azeglio de Turin, en ayant notamment comme professeur Augusto Monti et s'intègre à un célèbre groupe d'étudiants qui rassemble de nombreux futurs écrivains (Cesare Pavese, Leone Ginzburg, Norberto Bobbio, Massimo Mila, Fernanda Pivano, Vittorio Foa, Giulio Carlo Argan, Ludovico Geymonat et Franco Antonicelli notamment) dont il restera proche toute sa vie.
Il fonde à Turin, à seulement vingt ans, le 15 novembre 1933 la maison d'édition Einaudi qui prend une importance majeure dans l'essor d'une littérature italienne renouvelée et engagée (à ce titre, le siège des éditions Einaudi se trouvent dans le même bâtiment – du 7, via Arcivescovado – que l'hebdomadaire  L'Ordine Nuovo d'Antonio Gramsci). Il dirige durant près de 65 ans, jusqu'en 1997, son entreprise qui devient l'une des plus prestigieuses et récompensées en prix littéraires du pays aboutissant à son rachat en 1994 par les éditions Mondadori.
Giulio Einaudi a eu deux épouses, Clelia puis Renata, dont il eut respectivement trois enfants : Ida, Riccardo et Mario de la première ; et Elena, Giuliana et le futur pianiste Ludovico Einaudi de la seconde.

## Récompenses et distinctions
- Chevalier de l'ordre du duc Trpimir
- Docteur Honoris causa de l'université de Trente (1997)